# What Next, Corporal Hargrove?
What Next, Corporal Hargrove? (Brasil: Um Expedicionário em Paris ) é um filme norte-americano de 1945, do gênero comédia, dirigido por Richard Thorpe  e estrelado por Robert Walker e Keenan Wynn.

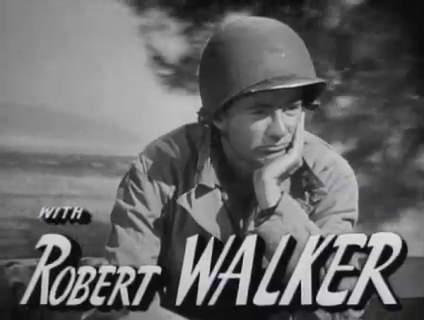
Robert Walker no trailer do filme

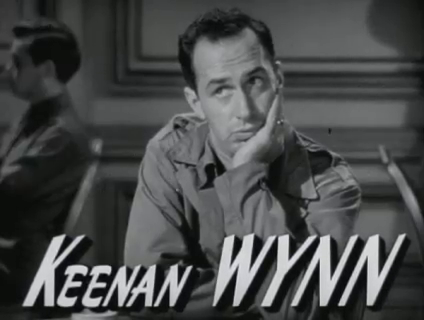
Um jovem Keenan Wynn também no trailer do filme

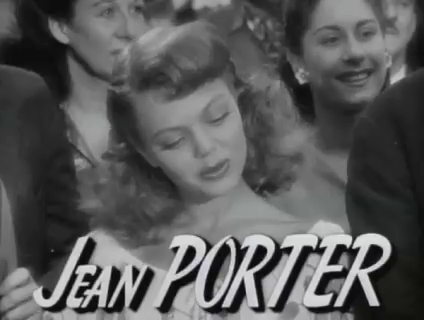
Jean Porter no trailer do filme. Ela foi uma importante atriz coadjuvante da MGM na década de 1940. Casou-se com Edward Dmytryk em 1948 e encerrou a carreira na TV, em 1961.

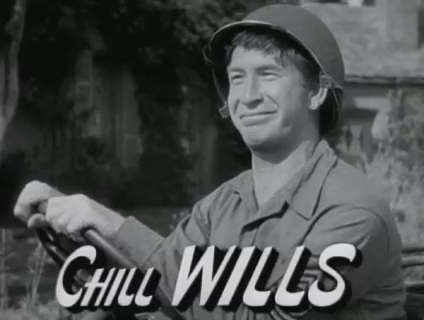
Um também jovem Chill Wills no trailer do filme

O filme é uma continuação menos bem sucedida do sucesso See Here, Private Hargrove (1944), que mostra as aventuras do soldado raso Marion Hargrove em um campo de treinamento no alvorecer da Segunda Guerra Mundial. Agora, promovido a cabo, ele vai lutar na França.

## Sinopse
França, Segunda Guerra Mundial. O cabo da artilharia Marion Hargrove e o soldado Thomas Mulvehill, seu amigo de longa data, perdem-se de sua unidade e vão parar em uma pequena vila, onde são recebidos como heróis. Depois, empreendem uma marcha para Paris. Por fim, Hargrove recebe a ajuda do Sargento Cramp, seu maior inimigo, para livrar Mulvehill de uma acusação de deserção.

## Premiações
| Patrocinador                                  | Prêmio | Categoria               | Situação |
| --------------------------------------------- | ------ | ----------------------- | -------- |
| Academia de Artes e Ciências Cinematográficas | Oscar  | Melhor Roteiro Original | Indicado |

## Elenco
| Ator/Atriz              | Personagem               |
| ----------------------- | ------------------------ |
| Robert Walker           | Cabo Marion Hargrove     |
| Keenan Wynn             | Soldado Thomas Mulvehill |
| Jean Porter             | Jeanne Quidoc            |
| Chill Wills             | Sargento Cramp           |
| Hugo Haas               | Prefeito Quidoc          |
| William 'Bill' Phillips | Bill Burke               |
| Fred Essler             | Marcel Vivin             |
| Cameron Mitchell        | Joe Lupot                |
| Jim Davis               | Sargento Hill            |